# Francisco António da Veiga Beirão

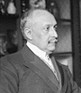
Francisco António da Veiga Beirão

Francisco António da Veiga Beirão (* 24. Juli 1841 in Lissabon; † 11. November 1916 in Paço de Arcos, Oeiras) war ein Politiker aus der Zeit der konstitutionellen Monarchie in Portugal. Er war vom 22. Dezember 1909 bis 26. Juni 1910 der vorletzte Regierungschef der Monarchie.
1862 beendete da Veiga Beirão sein Studium der Rechtswissenschaften an der Universität Coimbra. Von 1880 bis 1904 saß er ununterbrochen als Abgeordneter in der Cortes, dem portugiesischen Parlament. Außerdem wurde er ein bekannter Jurist, war unter anderem Vorsitzender der Rechtsanwaltskammer von Lissabon. Da Veiga Beirão stand politisch der Progressiven Partei nahe, ohne jedoch formell parteipolitisch gebunden zu sein. Er war 1886 bis 1890 Justizminister und 1898 Außenminister seines Landes. Schließlich war er 1909/1910 der letzte in einer Reihe von König Emanuel II. berufenen überparteilichen Regierungschefs. Seine Regierung stürzte über einen Skandal bei der Bank Credito Predial, in den mehrere Mitglieder seiner Regierung verwickelt waren. Nach der Ausrufung der Republik zog er sich aus der Politik zurück, arbeitete aber weiter als Jurist und Rechtsanwalt.
| Vorgänger                           | Amt                                    | Nachfolger                |
| ----------------------------------- | -------------------------------------- | ------------------------- |
| Venceslaus de Sousa Pereira de Lima | Premierminister von Portugal 1909–1910 | António Teixeira de Sousa |

| Personendaten    | Personendaten                      |
| ---------------- | ---------------------------------- |
| NAME             | Veiga Beirão, Francisco António da |
| KURZBESCHREIBUNG | portugiesischer Politiker          |
| GEBURTSDATUM     | 24. Juli 1841                      |
| GEBURTSORT       | Lissabon                           |
| STERBEDATUM      | 11. November 1916                  |
| STERBEORT        | Paço de Arcos, Oeiras              |